# يمين مسيحي
اليمين المسيحي أو اليمين الديني هو مصطلح يستخدم - خصوصًا في الولايات المتحدة - لتسمية الفصائل السياسية اليمينية المسيحية التي تُعرف بدعمها القوي للسياسات المحافظة اجتماعيًا. يسعى المسيحيون المحافظون أساسًا لتطبيق فهمهم للتعاليم المسيحية في السياسة والسياسة العامة بإعلان قيمة تلك التعاليم أو من خلال السعي إلى استخدام تلك التعاليم لتطبيق القانون في السياسة العامة.
في الولايات المتحدة يعتبر اليمين المسيحي تحالف غير رسمي يتشكل حول نواة من البيض، البروتستانت الإنجيليين وبدعم متفاوت من الكاثوليك المحافظين. ويحظى اليمين المسيحي بدعم إضافي من البروتستانت التقليديين، واليهود والمورمون المحافظين سياسيًا. لدى اليمين المسيحي نشاط ملحوظ اليوم لتعزيز المواقف المحافظة اجتماعيًا في القضايا الاجتماعية بما في ذلك الصلاة في المدرسة، وتدريس التصميم الذكي، والنظرة المحافظة حول أبحاث الخلايا الجذعية، والموقف ضد المثلية الجنسية، وضد وسائل منع الحمل والإجهاض، وضد المواد الإباحية. على الرغم من أن اليمين المسيحي عادًة يرتبط مع الولايات المتحدة، إلا أنه تتواجد حركات مماثلة تعمل في السياسة في كندا، وأيرلندا الشمالية وأستراليا وغيرها.

## الآراء

### الشرق الأوسط
قدم الكثير من مؤيدي اليمين الديني البروتستانتي دعمًا قويًا جدًا لدولة إسرائيل في العقود الأخيرة، مما شجع على دعم إسرائيل في حكومة الولايات المتحدة. ربط بعضهم إسرائيل بالتنبؤات الكتابية؛ على سبيل المثال، قال إد مكايتر، مؤسس «الأغلبية الأخلاقية»: «أعتقد أننا نشهد النبوءة تتكشف بسرعة وبشكل دراماتيكي ورائع». ينشأ هذا الدعم من فكرة أن إنشاء إسرائيل هو شرط أساسي للمجيء الثاني ليسوع، لأنه يمثل «تجمع إسرائيل» المتنبأ به في الكتاب المقدس. يشير استطلاع للرأي أجري عام 2017 إلى أن هذا الاعتقاد يحتفظ به 80% من الإنجيليين، وأن نصف الإنجيليين يعتبرونه سببًا مهمًا لدعمهم لدولة إسرائيل.